# Leptolepia dissecta
Leptolepia dissecta là một loài dương xỉ trong họ Dennstaedtiaceae. Loài này được C.T.White & Goy mô tả khoa học đầu tiên năm 1938.
Danh pháp khoa học của loài này chưa được làm sáng tỏ. 